# Davina Chanel Fox
Davina Chanel Fox (* 1997 in Texas, USA) ist eine deutsche Schauspielerin.

## Leben
Fox wuchs in Hochspeyer auf. Von Klein auf sprach sie mit ihrem Vater dessen Muttersprache Englisch und mit ihrer Mutter Deutsch. Zudem beherrscht sie die pfälzische Mundart durch engen Kontakt mit ihren Großeltern. Nach dem Abitur absolvierte sie ein Volontariat bei einem regionalen privaten Radiosender in Kaiserslautern. Daraufhin machte sie von 2018 bis 2022 eine Ausbildung zur Schauspielerin an der privaten Schauspielschule Hamburg.

## Wirken
Im Jahr 2023 spielte Fox die Hauptrolle als Jim Knopf in der Inszenierung von Jim Knopf und Lukas der Lokomotivführer bei den Bad Vilbeler Burgfestspielen. Im darauffolgenden Jahr übernahm sie die Rolle des Hahns in Die Bremer Stadtmusikanten am Ernst-Deutsch-Theater in Hamburg.
In der Serie Tatort verkörperte die Schauspielerin 2024 und 2025 in der Folgen Dein gutes Recht und Der Stelzenmann die LKA-Mitarbeiterin Mara Hermann. Mit ihrem starken pfälzischen Akzent brachte sie den Dialekt zurück in den Ludwigshafener Tatort und füllte die Lücke, die durch den Abschied von Annalena Schmidt als Sekretärin Edith Keller entstanden war.

## Filmografie (Auswahl)
- 2023: Tatort: Gold
- seit 2024: Tatort siehe Lena Odenthal#Weitere
  - 2024: Dein gutes Recht
  - 2025: Der Stelzenmann

## Theater (Auswahl)
- 2024: Bremer Stadtmusikanten: Ernst Deutsch Theater, Hamburg – Regie: Hartmut Uhlemann[5]
- 2025: Der lange Schlaf. Landesbühne Niedersachsen Nord, Wilhelmshaven – Regie: Angelika Zacek[6]